# Acanthomurus rivalis
Acanthomurus rivalis är en urinsektsart som beskrevs av Wise 1964. Acanthomurus rivalis ingår i släktet Acanthomurus och familjen Isotomidae. Inga underarter finns listade i Catalogue of Life.